# Perfect Phase
Perfect Phase war das gemeinsame Projekt der beiden niederländischen DJs und Produzenten Freek Fontijn und Willem Faber.
1996 entstand die gemeinsame Single Horny Horns. Nach der Veröffentlichung der Single stieg sie im Dezember 1999 in den britischen Singlecharts bis auf Platz 21. In den Niederlanden wurde sie zum besten Clubtrack des Jahres 1999 gewählt.

## Diskografie
- 1999: Horny Horns
- 2000: Get Wicked
- 2000: Goal!!
- 2001: Shooters
- 2001: Slammer Jammer
- 2002: Deliver The Shiver
- 2004: Blow Your Horny Horns

## Belege
1. ↑  Chartquellen: UK